# Табу (телесеріал)
«Табу» (англ. Taboo) — британський драматичний восьмисерійний телесеріал, за сценарієм Стівена Найта, розповідає про авантюриста Джеймса Ділейні, який повертається до Лондона з Африки, аби помститися за вбивство свого батька.
Заплановано ще два сезони серіалу. Наступний, другий сезон вийти повинен був на екрани не раніше кінця 2023 року.

## Сюжет
Епізод 1
Джеймс Ділейні, якого всі вважали мертвим, повертається до Лондона на похорон свого батька. Той не залишив після себе нічого цінного, окрім хіба невеликого шматка землі на західному узбережжі Північної Америки — Нутка Саунд. За цю територію сперечаються Велика Британія і Сполучені Штати Америки, між якими іде війна. Ост-Індійська Компанія, за угодою з Зільфою Ґірі (звідною сестрою Ділейні), збиралася викупити Нутка Саунд. Але Ділейні знає, що війна скоро закінчиться, а отже вартість землі суттєво зросте, тож пропозицію продати Нутка Саунд відкинуто. Ділейні з'ясовує, що його батько помер від отруєння миш'яком, й отрута могла вплинути на його здатність тверезо мислити в останні місяці життя.
Епізод 2
Ділейні заявляє свої права на спадщину; купує на аукціоні корабель та набирає команду. Публічне оголошення заповіту Горація Ділейні завершується появою Лорни Боу, лондонської актриси, яка стверджує, що вона і Горацій були одружені. Ділейні оплачує численні батькові борги та наводить контакти з американським агентом у Лондоні, Едґаром Дамбартоном. Ост-Індійська компанія збирається убити Ділейні. На нього нападає чоловік зі срібним зубом, та, попри серйозне поранення, Ділейні вбиває убивцю.
Епізод 3
Після того, як Дамбартон допомагає Ділейні з раною, стає очевидно, що можна розраховувати та на його сприяння у питанні Нутка Зунд. Ділейні пише заповіт, згідно з яким, вся його власність, у випадку смерті, перейде уряду Сполучених Штатів. Таким чином йому вдається захистити своє життя від ймовірних подальших замахів з боку Ост-Індійської компанії чи представників Корони. Коли Лорна Боу вимагає половину статків Горацій Ділейні, Джеймс попереджає, що вона наражає себе на небезпеку і краще б їй виїхати у Париж. Ділейні шантажує писаря Ост-Індійської компанії, свого давнього знайомого Ґодфрі, вимагаючи повідомляти подробиці таємних переговорів на зустрічах директорів Компанії. На Боу, яка повертається з вистави у театрі, нападають, та Джеймс Ділейні її рятує.
Епізод 4
Лорна Боу, яку підмовляє Ділейні, дозволяє себе заарештувати представникам Корони. У в'язниці в неї вимагають продати свою частку Нутка Зунд; погрози не подіяли, тож її намагаються зґвалтувати. Але, стараннями Ділейні, вчасно втручається Ост-Індійська компанія і Лорну Боу звільняють. Ділейні наймає хіміка Чолмондлі, з допомогою якого збирається виготовляти порох. Для цього потрібна селітра, її збираються викрасти зі складів Ост-Індійської компанії. Чергова спроба убити Ділейні, інспірована американським агентом Карлсбадом, закінчується жахливою смертю самого зарізяки. Графиня Масґров запрошує Ділейні на бал, він просить Лорну Боу скласти йому компанію. Стає зрозуміло, що пані Масґров і Карлсбад — це одна й та ж особа, хоч прямо вона це ні не підтверджує, ні не заперечує. Торн Ґірі, який надихався веселенького газу, яким «пригощав» присутніх на вечірці Чолмондлі, привселюдно свариться з Джеймсом Ділейні та викликає того на дуель — до смерті.
Епізод 5
Коли стає зрозуміло, що Торнового пістоля навмисно зарядили холостими, Ділейні стріляє в секунданта і вбиває його. Оскільки на момент крадіжки селітри, вона уже була викуплена представниками Корони, Ост-Індійська компанія змушена платити відшкодування. Принц-регент вирішує ударити по Компанії й відправляє Джорджа Чічестера, адвоката «Синів Африки», розслідувати загибель «Впливового», корабля, на якому перевозили рабів, 280 з яких тоді також загинули. Спогад про це не дає спокою Джеймсу Ділейні, знову і знову спливаючи у його сновидіннях і мареннях. Дамбартон повідомляє Ділейні, що американці в курсі про його ферму, де готується порох. Лорна Боу доставляє Ділейні скриню його батька; там він знаходить договір, який доводить, що Нутка Зунд була куплена в аборигенів, а не захоплена силою. Ділейні також переконаний, що десь так само — за намисто — батько купив у племені нутка і його (Джеймсову) маму.
Епізод 6
Брейс розказує Ділейні, що його мати потрапила у божевільню після спроби його утопити, і що батько його тоді врятував. Зільфа убиває Торна, вбивство приховують з допомогою Дамбартона. Іботсон сповідається священнику, який продає Компанії інформацію про секретне місце, де виготовляють порох. Його вдається вчасно вивезти у доки, але Компанія знищує корабель Ділейні. Він напивається до чортиків, а коли приходить до тями, знаходить поряд понівечене тіло Вінтер. Чічестер продовжує розслідування злочинів Компанії, він дізнається, що назва корабля з рабами була змінена, а він зареєстрований, як порожній; через що була набрана недостатня кількість моряків у команду; також з'ясовується, що рідний брат Стюарта Стрейнджа володів цукровою плантацією на Антигуа.

## У ролях
- Том Гарді — Джеймс Ділейні
- Джонатан Прайс — Сер Стюарт Стрейндж, глава Британської Ост-Індійської компанії
- Джессі Баклі — Лорна Боу, вдова Горація Ділейні
- Уна Чаплін — Зільфа Ґірі, звідна сестра Джеймса Ділейні
- Том Голландер — Джордж Чолмондлі, хімік
- Джеферсон Гол — Торн Ґірі, чоловік Зільфи
- Майкл Келлі — лікар Едґар Дамбартон, американський фізик, що працює в Лікарні Св. Варфоломія у Лондоні
- Ед Гоґ — Майкл Ґодфрі, писар при Ост-Індійській компанії, давній знайомий Джеймса Ділейні
- Марина Гендс — графиня Масґров

## Виробництво
Виробництвом серіалу займалися «Scott Free Productions» та «Hardy Son & Baker», а «Sonar Entertainment» його розповсюдженням на міжнародному ринку. Виконавчими продюсерами є Рідлі Скотт, Ліза Маршалл, Кейт Кроу зі «Scott Free Productions», Том Гарді і Дін Бейкер з «Hardy Son & Baker», а також Стівен Найт.

## Критика
Ще до показу «Табу», Стівен Найт сказав, що Ост-Індійська компанія буде зображена, як історичний еквівалент «ЦРУ, АНБ, і буде найбільшою і найвпливовішою транснаціональною корпорацією на землі». Такий опис здивував істориків, які сказали, що він показує компанію в надмірно негативному світлі.

## Озвучення українською
Українською мовою серіал озвучувала студія «Т. С. Струґачка». В озвученні взяли участь як аматори, так і професіонали.